# La Classique Morbihan 2017
La 3e édition de La Classique Morbihan a eu lieu le 26 mai 2017. La course fait partie du calendrier international féminin UCI 2017 en catégorie 1.1. Elle est remportée par la Sud-Africaine Ashleigh Moolman.

## Équipes
| Équipes féminines professionnelles (12)- Bizkaia-Durango - BTC City Ljubljana - Canyon-SRAM - Cervélo Bigla - Drops - FDJ-Nouvelle Aquitaine-Futuroscope - Hitec Products - Lares-Waowdeals Women Cycling Team - Parkhotel Valkenburg-Destil Cycling Team - SAS-Macogep - Valcar PBM - Team WNT Équipes nationales (3)- Espagne - France - Russie Équipe féminines amateur (7)- Bio Frais - Breizh Ladies - Centre Val de Loire - Maaslandster Veris CCN - NCC Group-Kuota-Torelli - Rhône-Alpes - VC Morteau Montbenoit |
| |

## Récit de course
De nombreuses attaques ont lieu en début de course. Le peloton se scinde en plusieurs parties dans les chemins pavés précédent le circuit final. Un groupe d'une trentaine de coureuses s'y présente en tête. Dans l'avant-dernière montée de la côte de Cadoudal, Ashleigh Moolman attaque. Dix coureuses se retrouvent à l'avant. Le groupe est repris sous la flamme rouge. Tout se joue dans l'ultime ascension de la côte. Ashleigh Moolman accélère de nouveau, seulement suivie par Alena Amialiusik et Cecilie Uttrup Ludwig. Elles finissent dans cet ordre.

## Classements

### Classement final
| \| Classement général \| Classement général \| Classement général \| Classement général \| Classement général \| \| Coureuse \| Coureuse \| Pays \| Équipe \| Temps \| \| ------------------ \| --------------------- \| ------------------ \| --------------------------- \| ------------------ \| \| 1re \| Ashleigh Moolman \| Afrique du Sud \| Cervélo Bigla \| 3 h 07 min 32 s \| \| 2e \| Alena Amialiusik \| Biélorussie \| Canyon-SRAM Racing \| + 0 s \| \| 3e \| Cecilie Uttrup Ludwig \| Danemark \| Cervélo Bigla \| + 0 s \| \| 4e \| Ane Santesteban \| Espagne \| Alé Cipollini \| + 3 s \| \| 5e \| Pauliena Rooijakkers \| Pays-Bas \| Parkhotel Valkenburg-Destil \| + 3 s \| \| 6e \| Audrey Cordon-Ragot \| France \| Wiggle High5 \| + 3 s \| \| 7e \| Eva Buurman \| Pays-Bas \| Parkhotel Valkenburg-Destil \| + 3 s \| \| 8e \| Hanna Nilsson \| Suède \| BTC City Ljubljana \| + 3 s \| \| 9e \| Juliette Labous \| France \| Sunweb \| + 3 s \| \| 10e \| Eider Merino \| Espagne \| Lointek \| + 3 s \| |                       |                |                             |                 |
| |                       |                |                             |                 |
| Source : ProCyclingStats |                       |                |                             |                 |
| Classement général |                       |                |                             |                 |
| Coureuse | Coureuse              | Pays           | Équipe                      | Temps           |
| 1re | Ashleigh Moolman      | Afrique du Sud | Cervélo Bigla               | 3 h 07 min 32 s |
| 2e | Alena Amialiusik      | Biélorussie    | Canyon-SRAM Racing          | + 0 s           |
| 3e | Cecilie Uttrup Ludwig | Danemark       | Cervélo Bigla               | + 0 s           |
| 4e | Ane Santesteban       | Espagne        | Alé Cipollini               | + 3 s           |
| 5e | Pauliena Rooijakkers  | Pays-Bas       | Parkhotel Valkenburg-Destil | + 3 s           |
| 6e | Audrey Cordon-Ragot   | France         | Wiggle High5                | + 3 s           |
| 7e | Eva Buurman           | Pays-Bas       | Parkhotel Valkenburg-Destil | + 3 s           |
| 8e | Hanna Nilsson         | Suède          | BTC City Ljubljana          | + 3 s           |
| 9e | Juliette Labous       | France         | Sunweb                      | + 3 s           |
| 10e | Eider Merino          | Espagne        | Lointek                     | + 3 s           |

### Points UCI
| Position,          | 1er | 2e | 3e | 4e | 5e | 6e | 7e | 8e | 9e | 10e | 11e | 12e | 13e | 14e | 15e | 16e | 17e | 18e |
| Classement général | 80  | 60 | 45 | 35 | 30 | 25 | 21 | 18 | 15 | 12  | 10  | 8   | 6   | 5   | 4   | 3   | 2   | 1   |